# Trolejbusy w Baden-Baden
Trolejbusy w Baden-Baden – zlikwidowany system transportu trolejbusowego w Baden-Baden, w Badenii-Wirtembergii, w Niemczech. Funkcjonował od 1949 r. do 1971 r. Kursowały dwie linie trolejbusowe, operatorem systemu było przedsiębiorstwo Stadtwerke Baden-Baden.

## Historia
Przyczyną powstania systemu trolejbusowego w Baden-Baden był wysoki stopień dekapitalizacji przedwojennego systemu tramwajowego (zarówno sieć trakcyjna, jak i wagony były wyeksploatowane) oraz chęć wprowadzenia w mieście nowoczesnego i niezawodnego środka transportu.
Decyzja o likwidacji systemu, podjęta jednogłośnie na posiedzeniu rady miasta dnia 11 listopada 1969 r., wynikała z powodów finansowych. Zgodnie z obliczeniami odnowienie infrastruktury i taboru kosztowałoby 5,6 mln marek, podczas gdy koszt konwersji na autobusy oszacowano na 3,6 mln marek.